# Colpotrochia petiolaris
Colpotrochia petiolaris là một loài tò vò trong họ Ichneumonidae.